# McFarlane Toys
Mcfarlane Toys é uma subsidiária  de Todd Mcfarlane Inc., uma empresa criada por Todd McFarlane, que fabrica figuras de ação detalhadas de músicos, personagens de filmes, quadrinhos, esportes e videogames. Foi fundada em 1994, sob o nome "Todd Toys", porém, teve que mudar o nome em 1995, após problemas com a Mattel, por acharem que se trataria de um "irmão menor" da barbie.
A empresa, que originalmente começou com figuras da série criada por McFarlane, Spawn o Soldado do Inferno, cresceu com o passar dos anos, adquirindo várias licenças de personagens como Os Simpsons, e a série Movie Maniacs (que inclui vários personagens de filmes de horror, como Jason Voorhees, de Sexta Feira 13, e Freddy Kruegger, de A Hora do Pesadelo), entre outros.
O sucesso da empresa foi tamanho, em relação aos produtos, que várias outras empresas tentaram seguir seus passos, criando suas próprias séries.